# Praktvaxskivling
Praktvaxskivling (Hygrocybe splendidissima) är en svampart som först beskrevs av Peter D. Orton, och fick sitt nu gällande namn av Meinhard (Michael) Moser 1967. Praktvaxskivling ingår i släktet Hygrocybe och familjen Hygrophoraceae.  Arten är reproducerande i Sverige. Inga underarter finns listade i Catalogue of Life.

## Bildgalleri

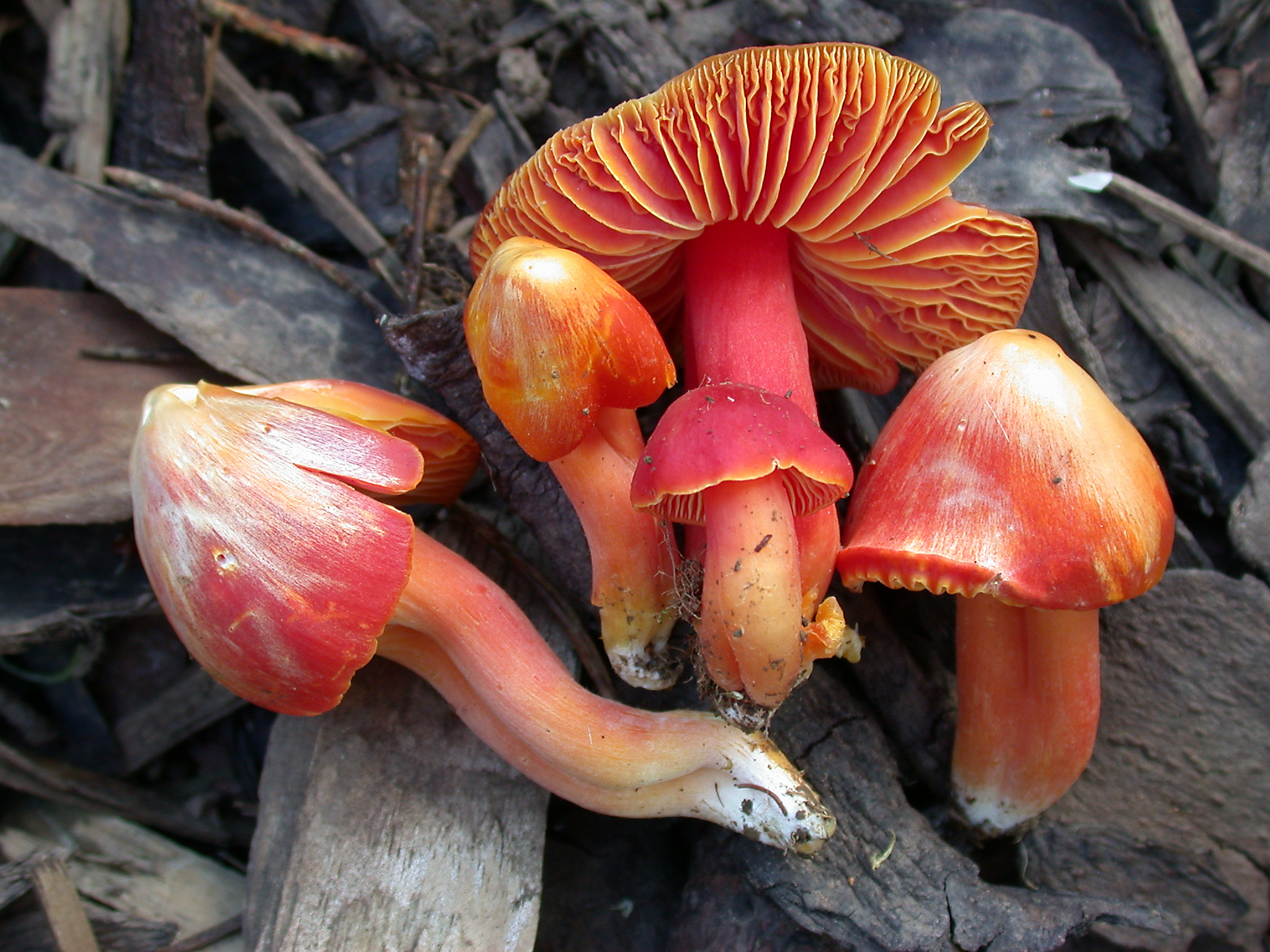